# Tiaropsidium japonicum
Tiaropsidium japonicum is een hydroïdpoliep uit de familie Tiaropsidae. De poliep komt uit het geslacht Tiaropsidium. Tiaropsidium japonicum werd in 1932 voor het eerst wetenschappelijk beschreven door Kramp. 